# Cantharide officinale
Lytta vesicatoria
Espèce
La cantharide officinale, Lytta vesicatoria, est une espèce d'insectes coléoptères de la famille des méloïdés. Il mesure de 12 à 21 mm de long, son corps est allongé, et d'une couleur vert brillant.
On l'appelle aussi mouche cantharide ou mouche espagnole ou encore mouche de Milan, mais ce n'est ni une mouche d'un point de vue scientifique (diptère), ni un insecte de la famille des cantharidés. Elle ne se trouve pas spécialement en Espagne ou à Milan, mais cet insecte est connu pour ses supposées propriétés aphrodisiaques.

## Description
La cantharide officinale se remarque par ses élytres luisants, le plus souvent vert vif aux reflets mordorés ou cuivrés. Des variantes asiatiques existent, tirant sur le rouge-cuivré, certaines sous-espèces présentant des bandes rouges plus marquées sur le bord des élytres. Le corps est allongé, la tête est bien séparée, élargie en arrière et les antennes sont fines, plus longues chez le mâle. Le thorax est petit et le bout de l'abdomen, mou, dépasse en arrière des élytres.

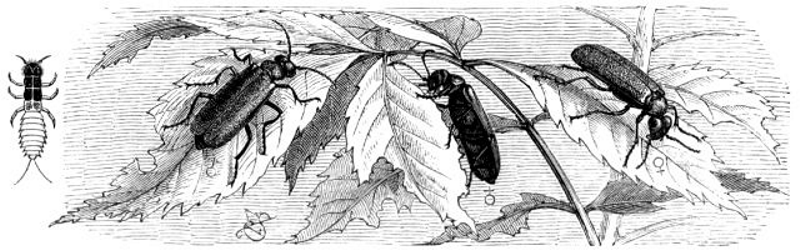
Illustration "Brehms Tierleben" (1887)

## Distribution
Elle a une répartition géographique étendue, en Europe méridionale et centrale, en Asie, en Afrique tempérée et en Amérique où elle a été introduite.

## Biologie
On la trouve sur le frêne, le lilas commun, le troène, le seringat ou le sureau dont l'adulte dévore le feuillage au printemps. Cet insecte vit généralement en colonie.
Sa vie larvaire se fait en parasite des nids d'abeilles solitaires. La femelle pond près des nids et les larves se nourrissent des œufs, des réserves de pollen, de nectar, passent par plusieurs stades évolutifs, de l'état larvaire à l'état nymphal d'où sortiront les adultes qui se nourriront de feuilles d'arbres. Les colonies importantes peuvent causer des dégâts dans les jardins.
Lytta vesicatoria dégage à distance une odeur forte assez désagréable, rappelant une odeur de souris et si cela n'est pas suffisant pour décourager les prédateurs, elle exsude par ses articulations (il s'agit d'une saignée réflexe) une hémolymphe jaunâtre chargée de cantharidine. Cette substance toxique provoque des brûlures sur la peau (vésicatoire) et est dangereuse pour les yeux.

## Usage pharmacologique et aphrodisiaque
Wikipédia ne donne pas d'avis médical : seul un professionnel (médecin, pharmacien, etc.) est habilité à le faire.

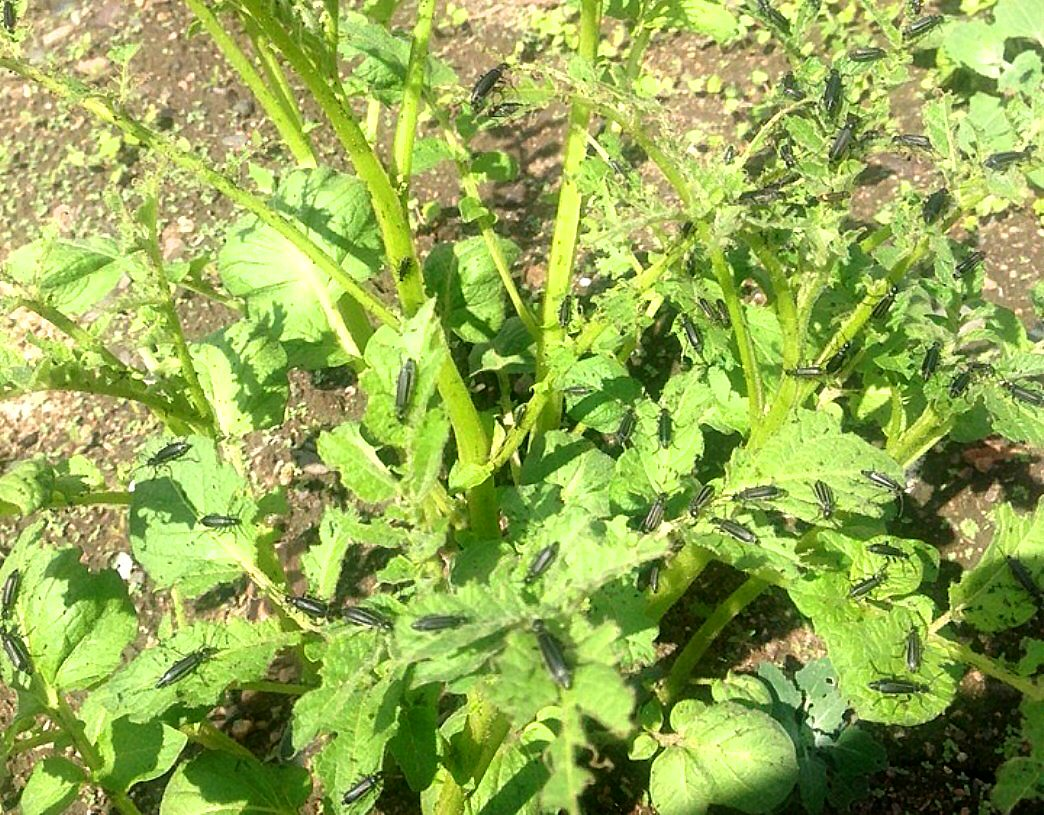
Cantharide officinale en Sibérie

La cantharidine est encore employée aujourd'hui en pharmacopée comme emplâtre vésicant pour soigner de nombreuses affections. Au XIXe siècle, la récolte des cantharides officinales était assez répandue et rémunératrice.
Mais une autre caractéristique a assuré la célébrité de la « mouche espagnole », c'est la propriété aphrodisiaque de la cantharidine. Depuis l'Antiquité, une poudre faite avec l'insecte est reconnue comme étant un stimulateur de l'érection. On retrouvait notamment de petites quantités de cette poudre dans les « dragées d'Hercule » et les « pastilles de Richelieu » distribuées par le marquis de Sade.
Son efficacité est douteuse et les effets secondaires peuvent s'avérer graves : priapisme, émissions d'urines sanglantes, vomissements, hémorragies internes,. La surdose peut être mortelle (50 à 100 mg suffisent).
Selon l'historien Augustin Cabanès :
En effet le marquis de Sade offrait à l'occasion à ses partenaires des bonbons d'anis enrobés de poudre de cantharide. Il fut embastillé pour empoisonnement, pour avoir offert de tels bonbons à quatre femmes lors d'une soirée, les effets n'étant pas ceux espérés. 
La poudre de cantharide est aussi un des ingrédients possibles du ras el hanout (dont la composition est très variable), un ensemble de 25 à 50 épices utilisés dans la cuisine maghrébine, en particulier dans les traditionnels tajines et couscous.

## Littérature
- Plutarque y fait référence dans son traité De la malignité d'Hérodote : « Comme en cueillant des roses on a souvent à craindre la piqûre des cantharides, de même en lisant Hérodote, il faut être en garde contre ces calomnies et ces critiques amères qu'il cache sous des phrases si douces et si polies »[11];
- Sextus Empiricus, dans le premier livre de ses Esquisses Pyrrhoniennes, écrivait : « Les cerfs de même dévorent des animaux venimeux ; et les hirondelles mangent des cantharides. »[12]
- Il est cité dans L'herbe rouge de Boris Vian au chapitre 19 : « Il circulait des marchandes de poivre et de cantharide, vêtues d'un gros ruban de fleurs dans les cheveux et portant des petits plateaux de métal mat avec des sandwiches tout prêts » ;
- Paul Éluard achève son poème intitulé L'ami en affirmant que « L'espoir des cantharides / Est un bien bel espoir » ;
- Dans La conjuration des imbéciles de John Kennedy Toole, Jones en parle à propos de ce que vend Lee : « Alors j'me retrouve à bosser pour des clopinettes avec un bestiau, en plus, et pour une patronne qui doit vendre de la mouche d’Espagne aux enfants. Ouah-ho ! » ;
- La poudre de Cantharide (identifiée dans l'ouvrage comme Telephora vesicans splendens) est au cœur du roman policier Les charbonniers de la mort de Pierre Magnan. Elle y figure comme constituant principal d'une préparation aphrodisiaque et y est ensuite utilisée à fins d'empoisonnement. Dans le cinquième chapitre, Pierre Magnan décrit précisément la collecte des insectes... mais la description semble plutôt correspondre à celle du Bostryche typographe (Ips typographus)  cité aussi dans le roman comme constituant de la poudre. Il décrit en effet l'exploration de galeries dans des résineux (mélèzes) alors que la cantharide était récoltée en secouant les branches des arbres les hébergeant sur un drap[13] ;
- Dans Périple d'un cachalot de Pierre Magnan, de la poudre de Cantharide est versée dans une barrique de vin que boivent les invités d'une noce. Des effets aphrodisiaques spectaculaires y sont décrits[14] ;
- Cité dans L'histoire de France vue par San-Antonio Neuvième leçon. ;
- Marguerite de Navarre en fait le sujet de la nouvelle 68 de L'Heptaméron (1559). Un apothicaire, trompé à dessein par sa femme, y prend de  la "poudre de cantharides" ;
- Arthur Rimbaud parle des Cantharides dans son poème Ce qu'on dit au Poète à propos de fleurs adressé à Monsieur Théodore de Banville : « Tu ferais succéder, je crains, / Aux Grillons roux les Cantharides » [15] ;
- Gustave Flaubert  dans Madame Bovary : « des cantharides bourdonnaient »[précision nécessaire].

- Dans Le Guépard de Giuseppe Tomasi di Lampedusa, le Père Pirrone fait remarquer à un herboriste de son village natal : « Vous, quand vous découvrez une touffe vigoureuse d'origan ou un nid bien fourni de cantharides (car vous cherchez ça aussi, Don Pietrino, je le sais), vous êtes en communion directe avec la nature que le Seigneur a créée avec ses possibilités indifférenciées de bien et de mal afin que l'homme puisse exercer son libre choix. »[16].
- Frédéric Mistral fait référence à la chasse aux cantharides (certainement leur récolte afin de constituer des médicaments ou des aphrodisiaques) au début du chant premier de Mireille (Le mas des Micoucoules) : « Récit de Vincent : la chasse aux cantharides, la pêche des sangsues, le miracle des Saintes Maries, la course des hommes à Nîmes. »
- Serge Gainsbourg évoque « les mouches cantharides » dans La Ballade de Johnny Jane en 1976.
- Chester Himes l'évoque aussi dans «Une affaire de viol», titre original : A Case of Rape (1980).
- Ernst Jünger se rappelle les endroits où il a rencontré les mouches espagnoles dans ses «Chasses subtiles», titre original : Subtile Jagden (1967)[17].
- En 1979   Roald Dahl crée avec Mon oncle Oswald un personnage hors norme : Séducteur précoce, raffiné mais sans scrupules, il découvre au Soudan une variété de cantharides aux propriétés aphrodisiaques décuplées (le"Méloé Soudanais") . Il fera une première fois fortune grâce à ce commerce avant de se lancer dans une délirante entreprise de banque du sperme dans laquelle il extorque (avec l'aide d'une ravissante complice) les gamètes des têtes couronnées et des artistes en vue de la Belle époque.[18]
- Dans Le Parfum de Patrick Süskind, chez Baldini, Jean Baptiste Grenouille apprend à manipuler les produits du parfumeur : « …de la pommade de mouches cantharides… ».

## Télévision
- Dans l'épisode 21 de la saison 7 de la série Dr House, la patiente est victime d'un empoisonnement à la poudre de cantharide, qui aurait, selon les médecins, des effets similaires à ceux des radiations.
- Dans le premier épisode de l'anime Sketchbook : Full Color's, Kurihara cherche et trouve un cantharide près du fleuve, dans le cadre d'un devoir pour son cours de dessin.
- Dans les épisodes Retour à Whitechapel - Deuxième Enquête (Case Two (Part 1) et Case Two (Part 2)) de la série Whitechapel, les victimes sont empoisonnées à la poudre de cantharide.